# Heterops cubaecola
Heterops cubaecola là một loài bọ cánh cứng trong họ Cerambycidae.